# Cantone di Le Réolais et Les Bastides
Il Cantone di Le Réolais et Les Bastides è una divisione amministrativa dell'arrondissement di Langon e dell'arrondissement di Libourne.
È stato costituito a seguito della riforma approvata con decreto del 20 febbraio 2014, che ha avuto attuazione dopo le elezioni dipartimentali del 2015.

## Composizione
Comprende i 90 comuni di:
- Aillas
- Auriolles
- Auros
- Bagas
- Barie
- Bassanne
- Berthez
- Blaignac
- Blasimon
- Bourdelles
- Brannens
- Brouqueyran
- Camiran
- Caplong
- Casseuil
- Castelmoron-d'Albret
- Castelviel
- Castillon-de-Castets
- Caumont
- Cazaugitat
- Cleyrac
- Coimères
- Cours-de-Monségur
- Coutures
- Daubèze
- Dieulivol
- Les Esseintes
- Eynesse
- Floudès
- Fontet
- Fossès-et-Baleyssac
- Gironde-sur-Dropt
- Hure
- Lados
- Lamothe-Landerron
- Landerrouat
- Landerrouet-sur-Ségur
- Les Lèves-et-Thoumeyragues
- Ligueux
- Listrac-de-Durèze
- Loubens
- Loupiac-de-la-Réole
- Margueron
- Massugas
- Mauriac
- Mérignas
- Mesterrieux
- Mongauzy
- Monségur
- Montagoudin
- Morizès
- Neuffons
- Noaillac
- Pellegrue
- Pineuilh
- Pondaurat
- Le Puy
- Puybarban
- La Réole
- Rimons
- Riocaud
- Roquebrune
- La Roquille
- Ruch
- Saint-André-et-Appelles
- Saint-Antoine-du-Queyret
- Saint-Avit-de-Soulège
- Saint-Avit-Saint-Nazaire
- Saint-Brice
- Saint-Exupéry
- Saint-Félix-de-Foncaude
- Saint-Ferme
- Saint-Hilaire-de-la-Noaille
- Saint-Hilaire-du-Bois
- Saint-Martin-de-Lerm
- Saint-Martin-du-Puy
- Saint-Michel-de-Lapujade
- Saint-Philippe-du-Seignal
- Saint-Quentin-de-Caplong
- Saint-Sève
- Saint-Sulpice-de-Guilleragues
- Saint-Sulpice-de-Pommiers
- Saint-Vivien-de-Monségur
- Sainte-Foy-la-Grande
- Sainte-Gemme
- Sauveterre-de-Guyenne
- Savignac
- Sigalens
- Soussac
- Taillecavat